# Cefonicid
Cefonicide (hoặc cefonicid) là một loại kháng sinh cephalosporin.
Nó có mật độ 1,92g / cm 3.

## Tổng hợp
Thuốc kháng sinh bán tổng hợp cephalosporin liên quan đến cefamandole, q.v.

Tổng hợp cefonicid:

Cefonicid được tổng hợp một cách thuận tiện bằng sự dịch chuyển nucleophilic của nửa 3-acetoxy của 1 với tetrazole thiole 2 thay thế một cách thích hợp. Chuỗi bên axit mandelic amide C-7 gợi nhớ đến cefamandole.